# Catostomus discobolus
Catostomus discobolus Cope, 1871, è una specie di pesce osseo facente parte della famiglia Catostomidae e originaria del Nord America. 

## Distribuzione e habitat
Questo pesce d'acqua dolce predilige le acque fresche; è presente sia nel bacino del fiume Snake, in Wyoming e Idaho, che nel bacino del Lake Bonneville, in Idaho, Wyoming e Utah.